# Panoven (IJsselstein)
Panoven is een buurt van IJsselstein, in de Nederlandse provincie Utrecht. De wijk heeft 810 inwoners (2023).. 
De buurt grenst met de klok mee aan Hazenveld en Overwaard, Rijpickerwaard, Over Oudland en Paardenveld. 

## Geschiedenis
De buurt is gelegen in de Over Oudlandsche Polder en werd doorsneden door de Hoge Dijk en de Lage Dijk, beide ter kering van het water van de Hollandse IJssel die ten noorden van de buurt stroomt. Het gebied kende lang een agrarische functie met de daarbij horende bebouwing die zich concentreerde langs de Hoge- en Lage Dijk. Pas vanaf het eind van de jaren 90 van de 20e eeuw werd begonnen met grootschalige bebouwing van de buurt. Het betrof voornamelijk woningbouw in het duurdere segment met in het noorden van de buurt ook enkele appartementencomplexen. Het gedeelte van de Lage Dijk in de buurt werd hierbij vernoemd naar “Panoven” en is samen met de Hoge Dijk grotendeels ingericht als fietsstraat.

## Voorzieningen
Centraal in de buurt is de middelbare school het Cals College gelegen. Ten zuiden van de buurt bevindt zich een cluster met veel detailhandel waaronder een tweetal supermarkten.
Stad: IJsselstein      Buurtschappen: Achtersloot · Klaphek · Knollemanshoek (deels)

Woonwijken: Centrum · Noord · West · Zuid

Woonbuurten: Binnenstad · Nieuwpoort · Groenvliet · Kasteelkwartier · Europakwartier · Oranjekwartier · IJsselveld-Oost · IJsselveld-West · IJsseloevers · Hazenveld en Overwaard · Panoven · De Hoven en De Boomgaard · De Tuinen · Het Hart · De Wereldsteden · De Rivieren · Het Staatse · Benschopperpoort en Het Podium · Achterveld-Zuid · Achterveld-West · Achterveld-Noord · Achterveld-Oost · Eiterse Waard · Landelijk gebied Noord · Landelijk gebied Zuid

Overige buurten: Rijpickerwaard · Paardenveld · Over Oudland · Industrieterrein Lage Dijk · Bedrijventerrein De Corridor
Utrecht · Plaatsen in de provincie      Nederland · Provincies · Gemeenten